# 池必卿
池必卿（1917年12月23日—2007年11月17日），山西省平定县上庄村人。中华人民共和国政府官员、中共第十一届、第十二届中央委员会委员、中央顾问委员会委员。
早年进入太原市友仁中学，参加学生运动。1937年7月加人中国共产党，1948年，任晋冀鲁豫中央局晋中区党委宣传部部长；1949年，担任中共太原市委办公室主任兼农村工委副书记。1955年，中共山西省委副书记兼太原市委第一书记。1957年，担任中共山西省委书记处书记。1961年，调任中共中央华北局书记处书记。1969年，天津市革命委员会副主任。1975年，任中共内蒙古自治区党委第二书记。1978年，任中共贵州省委第二书记兼省革命委员会副主任。1980，任中共贵州省委第一书记兼省军区第一政委。